# Jovià
|  | Per a altres significats, vegeu Planetes jovians i Júpiter |

Jovià (en llatí: Flavius Iovianus, 331 - 17 de febrer del 364) fou un general i emperador romà (26 de juny de 363 - 17 de febrer de 364). Va assumir el poder en un moment difícil, després
de diverses derrotes, quan altres no volien aquesta responsabilitat. Entre les poques decisions que va prendre va estar permetre el culte cristià. La brevetat del seu regnat es degué a una mort prematura en circumstàncies no aclarides.

## Ascens al tron
Va néixer a Singidúnum vers el 331 i era fill de Varronià (Varronianus), comandant de la guàrdia imperial de Constanci II, càrrec (primus ordinis domesticorum) al qual el fill va arribar també el 363.
Va acompanyar a Julià l'Apòstata a Mesopotàmia i en morir l'emperador sense hereus el 26 de juny del 363, l'exèrcit va proclamar emperador el general veterà Sal·lusti Segon (Sallustius Secundus) que va declinar l'honor i va proposar Jovià, i pels mèrits del seu pare més que pels propis fou acceptat (27 de juny).

## Retorn de Pèrsia
L'exèrcit romà havia patit diverses derrotes i no tenia provisions a la campanya persa de Julià, per la qual cosa Jovià va ordenar la retirada, atacat altre cop pels perses que acabaven de conèixer la notícia de la mort de l'emperador; el primer atac important fou rebutjat, però els perses van seguir atacant fins que finalment els romans van arribar al Tigris, que no van poder travessar en presència del perses. El rei persa Sapor II va fer propostes de pau i després de cinc dies de negociacions va acceptar la retirada amb seguretat a canvi de la cessió de territoris (cinc districtes de la zona del Tigris que eren part de l'Imperi Romà des del 297: Arzanene, Moxoene, Zabdicene, Rehimene i Corduena i fortaleses com Nísibis, Castra Maurorum i Singara, a més de la neutralitat d'Armènia que també va haver de cedir territoris.

## Administració
Quan es va poder retirar, va enviar oficials cap a l'oest de l'Imperi nomenant el seu sogre Lucil·lià com a comandant en cap a Itàlia i Malaric com a comandant a la Gàl·lia. A l'oest del Tigris se li van unir les forces de Procopi estacionades a Mesopotàmia i, ja fora de perill, es va dedicar a feines legislatives i administratives.
Com a cristià va assegurar la fi de la tolerància activa d'altres religions encara que els pagans no foren perseguits; les sectes demanaven diversos favors imperials però va rebutjar interferir i va sotmetre els problemes a un concili general. A l'arribada a Antioquia, va revocar els edictes que Julià l'Apòstata havia proclamat contra els cristians. El làbarum de Constantí va tornar a ser l'estendard de l'exèrcit. Va fer un edicte de tolerància que, tot i que prohibia l'exercici de ritus màgics, els practicants tindrien llibertat de consciència. El seu amic Atanasi fou restaurat com a bisbe d'Alexandria. El 363 va ordenar que es cremés la biblioteca d'Antioquia, amb els llibres inclosos.
Va passar per Edessa, Antioquia, Tars i Tiana; aquí va saber que Malaricus havia refusat el nomenament com a comandant a la Gàl·lia i que Lucil·lià havia mort a mans dels soldats en un tumult, però que Joví havia restablert l'obediència de l'exèrcit. L'hivern era dur però Jovià va continuar de Tíana cap a Constantinoble. L'1 de gener del 364, estant a Ancira, es va autoproclamar cònsol tenint com a col·lega el seu fill infant Varronià, que portà el títol de nobilíssim, en un intent d'imitar el règim republicà.

## Mort
Després va arribar a Dadastana, a Galàcia, (a la frontera amb Bitínia) on en una festa va veure més vi del compte i es va retirar a descansar a una cambra d'un edifici blanquejat feia poc i que estava humit i fou escalfat amb carbons vegetals. L'endemà fou trobat mort (17 de febrer del 364). La seva mort no està prou explicada: uns es decanten per les causes naturals degudes a l'abús del vi, a una indigestió o als gasos del carbó, uns altres per un assassí o per verí.
Teodoret de Cir va escriure d'ell que va ser un home d'excel·lents qualitats, honest i generós. En canvi, Ammià Marcel·lí en va fer una crítica molt dura, dient que era massa jove i incompetent, versió que es va publicar també al Suides.

## Matrimoni i descendència
Jovià estava casat amb Charito, la filla de Lucil·lià un general destinat a Sírmium. Van tenir un fill anomenat Varronià i un altre fill de nom desconegut.